# Dolmen de Coët-er-Rui
Le dolmen de Coët-er-Rui, appelé aussi dolmen de Guénestre, est une sépulture mégalithique située à Saint-Allouestre, dans le Morbihan en France.

## Historique
L'édifice a été classé comme dolmen au titre des monuments historiques par arrêté du 16 janvier 1935.

## Description
L'édifice est complètement ruiné et son architecture demeure inconnue. Du monument originel, ne subsistent qu'un orthostate enterré et trois dalles reposant au sol, dont une comporte des gravures (six croix, un arc de cercle) et une dizaine de cupules. Les dalles sont en Granite alors que le sous-sol rocheux local est en schiste précambrien, ce qui implique un transport préalable des dalles.